# Kejuron
Kejuron is een bestuurslaag in het regentschap Madiun van de provincie Oost-Java, Indonesië. Kejuron telt 7841 inwoners (volkstelling 2010).